# 아식아식 폭포

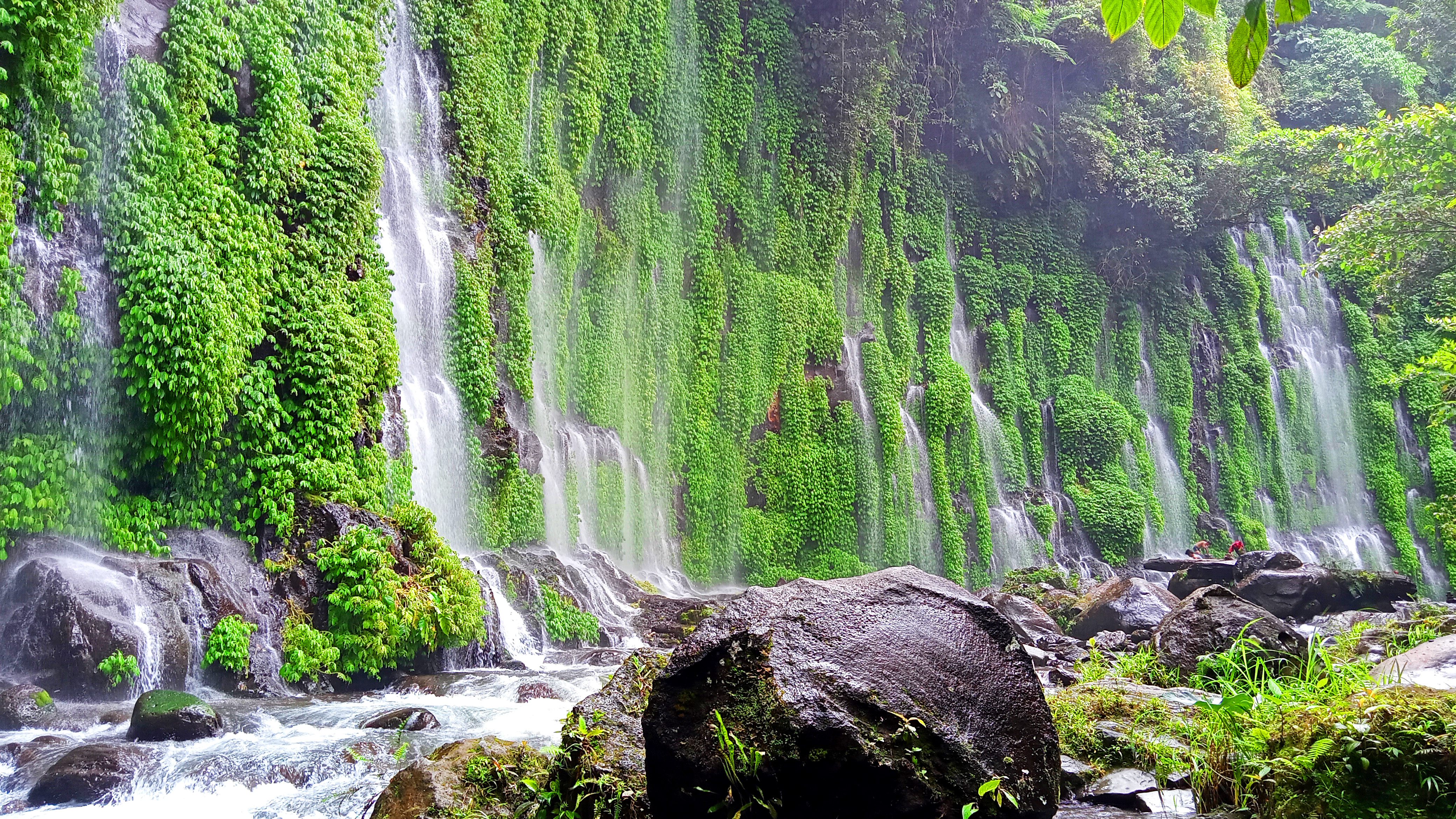

아식아식 폭포(Asik-Asik Falls)는 필리핀 코타바토주 알마다의 라강산에 소재한 폭포다. ‘아식아식’은 힐리가이논어로 “뿌리는, 끼얹는 것(sprinkle)”이라는 뜻이다.
폭포에 물을 대주는 하천 없이 절벽 가운데서 물이 생겨나 떨어지는 것처럼 보인다. 사실 절벽 높이 60 미터 지점에 크레바스들이 있어서 거기서 물이 솟아나는 것이다. 지하수천이 수원지라는 설이 있다. 폭포는 양치류와 선태류로 무성하게 덮여 있다. 절벽 아래로 떨어진 폭포수는 알마다강으로 흘러든다. 알마다강은 리부간강의 지류이며, 리부간강은 리가와산 소택으로 흘러들어간다.
아식아식폭포는 2010년에야 우연히 발견되었다. 당시 바랑가이 의원 Jun Miranda가 이 지역 일대의 산불, 산사태, 홍수 피해를 조사하러 현지 시찰을 나갔다가 발견했다. 현지 주민들은 폭포의 존재 자체는 알고 있었으나, 숲이 너무 무성한 곳이라 쉽게 찾아갈 수도 없었고 그리 대수롭게 여기지 않았다. Miranda 의원이 바랑가이의회에 자기가 발견한 것을 보고하였고, 폭포 사진이 인터넷 소셜미디어에 올라가 빠르게 확산되었다.